# Шкода Камик
„Шкода Камик“ (Škoda Kamiq) е модел малък кросоувър автомобил (сегмент J) на чешката компания „Шкода Ауто“, произвеждан от 2019 година в Млада Болеслав.
Това е третият SUV модел на марката след успеха на по-големите „Шкода Кодиак“ и „Шкода Карок“. Базиран е на модулната платформа на „Фолксваген Груп“ MQB-A0, която е основа за няколко модела, включително близките по размери „Сеат Арона“ и „Фолксваген Т-Крос“.